# Sújtó
Sújtó (1899-ig Alsó-Sutócz és Felső-Sutócz, szlovákul Šútovce) község Szlovákiában, a Trencséni kerületben, a Privigyei járásban. Alsó- és Felsősújtó egyesítésével jött létre.

## Fekvése
Privigyétől 8 km-re északnyugatra fekszik.

## Története
A mai Sújtó területén már a kőkorszakban emberi település volt.
A falut 1315-ben „Sotuch” alakban említik először. Ekkor még egységes település volt, mely a 15. században vált ketté Alsó- és Felsősutócra.
A trianoni diktátumig mindkét település területe Nyitra vármegye Privigyei járásához tartozott.
Alsó- és Felsősújtót 1922-ben egyesítették.

## Népessége
| Év:            | 1994. | 2004.   | 2014.   | 2024.   |
| -------------- | ----- | ------- | ------- | ------- |
| Emberek száma: | 378   | 408     | 432     | 459     |
| Eltérés:       |       | +7,93 % | +5,88 % | +6,25 % |

| Év:            | 2023. | 2024.   |
| -------------- | ----- | ------- |
| Emberek száma: | 456   | 459     |
| Eltérés:       |       | +0,65 % |

2001-ben 399 lakosából 389 szlovák volt.
2011-ben 416 lakosából 412 szlovák.

## Nevezetességei
- Alsósújtó Szűz Mária Szeplőtelen Szíve tiszteletére szentelt temploma 1908-ban épült.
- Felsősújtó Szűz Mária tiszteletére szentelt temploma 1920-ból.
- A Hétfájdalmú Szűzanya kápolna 1900 előtt épült.
- A kultúrház és az egykori népiskola épülete 19. századi.

## Külső hivatkozások
- E-obce.sk Archiválva 2008. december 6-i dátummal a Wayback Machine-ben
- Községinfó
- Sújtó Szlovákia térképén
- Sújtó a kistérség honlapján

## Lásd még
- Alsósújtó
- Felsősújtó